# 别洛耶湖 (沃洛格达州)
别洛耶湖（羅馬化：Beloye Ozero，發音：[ˈbʲɛləjə ˈozʲɪrə]；意为“白湖”）是俄羅斯的湖泊，位於沃洛格達州，湖水經舍克斯納河注入伏爾加河的雷賓斯克水庫，是伏爾加─波羅的海水路的一部分。
別洛耶湖接近圓形的湖面直徑46公里，最大深度34米，湖畔小鎮包括俄羅斯最古老小鎮之一的別洛焦爾斯克。